# Белейр-Блаффс (Флорида)
Белейр-Блаффс (англ. Belleair Bluffs) — місто (англ. city) в США, в окрузі Пінеллас штату Флорида. Населення — 2311 особа (2020).

## Географія
Белейр розташований за координатами 27°55′11″ пн. ш. 82°49′11″ зх. д. / 27.91972° пн. ш. 82.81972° зх. д. (27.919619, -82.819750). За даними Бюро перепису населення США в 2010 році місто мало площу 1,60 км², з яких 1,16 км² — суходіл та 0,44 км² — водойми.

## Демографія
Згідно з переписом 2010 року, у місті мешкала 2031 особа в 1133 домогосподарствах у складі 525 родин. Густота населення становила 1270 осіб/км². Було 1386 помешкань (867/км²). 
Расовий склад населення:
| - 96,3 % — білих - 1,3 % — азіатів - 0,8 % — чорних або афроамериканців - 0,2 % — корінних американців - 0,1 % — вихідців з тихоокеанських островів |

До двох чи більше рас належало 0,8 %. Іспаномовні становили 4,9 % усіх жителів.
За віковим діапазоном населення розподілялося таким чином: 10,9 % — особи молодші 18 років, 57,4 % — особи у віці 18—64 років, 31,7 % — особи у віці 65 років та старші. Медіана віку мешканця становила 54,5 року. На 100 осіб жіночої статі у місті припадало 84,8 чоловіків; на 100 жінок у віці від 18 років та старших — 80,3 чоловіків також старших 18 років.
Середній дохід на одне домашнє господарство становив 63 378 доларів США (медіана — 46 000), а середній дохід на одну сім'ю — 81 159 доларів (медіана — 56 534). За межею бідності перебувало 11,1 % осіб, у тому числі 15,9 % дітей у віці до 18 років та 9,1 % осіб у віці 65 років та старших.
Цивільне працевлаштоване населення становило 919 осіб. Основні галузі зайнятості: освіта, охорона здоров'я та соціальна допомога — 17,4 %, роздрібна торгівля — 15,0 %, мистецтво, розваги та відпочинок — 11,2 %, науковці, спеціалісти, менеджери — 10,7 %.